# Bosco Chiesanuova
Bosco Chiesanuova (cimbri Nuagankirchen, vènet Bosco Cexanova) és un municipi italià, dins de la província de Verona. És un dels municipis de la minoria alemanya dels cimbris, encara que no s'hi parla la seva llengua. L'any 2007 tenia 3.560 habitants. Limita amb els municipis d'Ala (TN), Cerro Veronese, Erbezzo, Grezzana, Roverè Veronese i Selva di Progno.

## Administració
| Període | Identitat       | Partit        |
| ------- | --------------- | ------------- |
| 2004-   | Claudio Melotti | Llista cívica |